# Pils de Brabant
Pils de Brabant is een Belgisch bier. Het wordt gebrouwen door brouwerij John Martin, gevestigd te Genval. Waar het bier gebrouwen wordt, wordt niet bekendgemaakt door de firma.
Pils de Brabant behoort tot de Bières de Brabant, een verzamelnaam voor 7 bieren die allemaal “de Brabant” in de naam dragen.
Pils de Brabant is een pils met een alcoholpercentage van 4,9%.